# Genoveva Añonmaová
Genoveva Añonma Nze (* 12. října 1987, Malabo, Rovníková Guinea) je bývalá fotbalistka z Rovníkové Guiney a trenérka. Hrála ženskou bundesligu za 1. FFC Turbine Potsdam. V roce 2012 získala mistrovský titul a s 22 brankami se stala nejlepší ligovou střelkyní.
S reprezentací Rovníkové Guiney se zúčastnila mistrovství světa ve fotbale žen 2011, kde vstřelila obě branky svého týmu a byla zvolena do all-stars týmu turnaje. Byla také vyhlášena nejlepší africkou fotbalistkou roku.
Byla obviněna, že je ve skutečnosti muž, ale testy toto podezření vyvrátily.